# Вариации на один аккорд
«Вариации на один аккорд» — произведение Альфреда Шнитке для фортепиано, написанное им в 1965—1966 годах.
Написано Альфредом Шнитке по заказу его жены, Ирины Шнитке, для её выступления на концерте современной музыки в концертном зале института имени Гнесиных, там и исполнено ею впервые в 1966 году. Средняя продолжительность звучания — 5—7 минут.
Как отмечают В. Холопова и Е. Чигарева, «тема (grave) ассоциируется с перезвоном колоколов, боем курантов, их диссонирующими отзвуками и обертонами. Музыке придаются черты импрессионистской звукописи». Далее следует несколько групп вариаций, раскладывающих тему по разным регистрам. Вариации выдержаны в классической форме. Сочинение, несмотря на свою краткость, связано с несколькими важными музыкальными идеями XX века: в «Вариациях на один аккорд» композитор попытался выразить новейшие формы тогдашнего музыкального письма, в частности, политональность, кластеры, переменный размер и т. п.
Наиболее знаменитые исполнители «Вариаций на один аккорд» — пианисты Ирина Шнитке, Борис Берман и Виктория Любицкая.